# 주이떤 (연호)
주이떤(베트남어: Duy Tân / 維新 유신 / 1907년 7월 ~ 1916년 4월)은 베트남 응우옌 왕조(阮朝) 주이떤 황제(維新帝) 응우옌 푹 호앙(阮福晃)의 연호이다. 

## 개원
- 타인타이(成泰) 19년 7월 28일[1](그레고리력 1907년 9월 5일)에 연호를 주이떤(維新)으로 개원함.[2][3]

- 주이떤(維新) 10년 4월 17일[4](그레고리력 1916년 5월 18일)에 연호를 카이딘(啓定)으로 개원함.[5][3]

## 연대 대조표
| 주이떤 | 서기 (西紀) | 간지 (干支) | 대한제국 연호   | 청나라 연호 중화민국기원 | 일본 연호                     |
| 원년   | 1907년      | 정미 (丁未) | 융희(隆熙) 원년 | 광서(光緖) 33년          | 메이지(明治) 40년             |
| 2년    | 1908년      | 무신 (戊申) | 융희 2년        | 광서 34년                | 메이지 41년                   |
| 3년    | 1909년      | 기유 (己酉) | 융희 3년        | 선통(宣統) 원년          | 메이지 42년                   |
| 4년    | 1910년      | 경술 (庚戌) | 융희 4년        | 선통 2년                 | 메이지 43년                   |
| 5년    | 1911년      | 신해 (辛亥) | …               | 선통 3년                 | 메이지 44년                   |
| 6년    | 1912년      | 임자 (壬子) | …               | 민국(民國) 원년          | 메이지 45년 다이쇼(大正) 원년 |
| 7년    | 1913년      | 계축 (癸丑) | …               | 민국 2년                 | 다이쇼 2년                    |
| 8년    | 1914년      | 갑인 (甲寅) | …               | 민국 3년                 | 다이쇼 3년                    |
| 9년    | 1915년      | 을묘 (乙卯) | …               | 민국 4년                 | 다이쇼 4년                    |
| 10년   | 1916년      | 병진 (丙辰) | …               | 민국 5년                 | 다이쇼 5년                    |

## 동시대 연호

### 한국
대한제국(大韓帝國)
- 광무(光武) (1897년 ~ 1907년)
- 융희(隆熙) (1907년 ~ 1910년)

### 중국
청(淸)
- 광서(光緖) (1875년 ~ 1908년)
- 선통(宣統) (1909년 ~ 1911년)

중화민국(中華民國)
- 민국(民國) (1912년 ~ )

중화제국(中華帝國)
- 홍헌(洪憲) (1916년)

### 몽골
복드 칸국
- 공대(共戴) (1911년 ~ 1915년 / 1921년 ~ 1924년)

### 일본
- 메이지(明治) (1868년 ~ 1912년)
- 다이쇼(大正) (1912년 ~ 1926년)

## 같이 보기
- 베트남의 연호